# Szybka transformacja Fouriera
Szybka transformacja Fouriera (ang. Fast Fourier Transform, FFT) – algorytm wyznaczania dyskretnej transformaty Fouriera oraz transformaty do niej odwrotnej.
Czasem, w odniesieniu do tej metody, używane jest też określenie szybka transformata Fouriera, które jednak nie jest prawidłowe, gdyż pojęcie transformacja oznacza przekształcenie, a transformata jest wynikiem tego przekształcenia.
Niech {\displaystyle x_{0},\dots ,x_{N-1}} będą liczbami zespolonymi, wtedy dyskretna transformata Fouriera jest określona wzorem:
{\displaystyle X_{k}=\sum _{n=0}^{N-1}x_{n}e^{-{\frac {2\pi i}{N}}nk}\qquad k=0,\dots ,N-1.}
Obliczanie sum za pomocą powyższego wzoru wymaga wykonania {\displaystyle \mathrm {O} (N^{2})} operacji (zob. asymptotyczne tempo wzrostu).
Algorytmy (przede wszystkim algorytm Cooleya-Tukeya) obliczające szybką transformację Fouriera bazują na metodzie dziel i zwyciężaj, rekurencyjnie dzieląc transformatę wielkości {\displaystyle N=N_{1}N_{2}} na transformaty wielkości {\displaystyle N_{1}} i {\displaystyle N_{2}} z wykorzystaniem {\displaystyle \mathrm {O} (N)} operacji mnożenia.
Najpopularniejszą wersją algorytmu FFT jest FFT o podstawie 2. Jest on bardzo efektywny pod względem czasu realizacji, jednak wektor próbek wejściowych (spróbkowany sygnał) musi mieć długość {\displaystyle N=2^{k},} gdzie {\displaystyle k} to pewna liczba naturalna. Wynik otrzymuje się na drodze schematycznych przekształceń, opartych na tak zwanych strukturach motylkowych.
Złożoność obliczeniowa szybkiej transformacji Fouriera wynosi {\displaystyle \mathrm {O} (N\log _{2}N),} w odróżnieniu od {\displaystyle \mathrm {O} (N^{2})} algorytmu wynikającego wprost ze wzoru określającego dyskretną transformatę Fouriera. Dzięki szybkiej transformacji Fouriera praktycznie możliwe stało się cyfrowe przetwarzanie sygnałów (DSP), a także zastosowanie dyskretnych transformat kosinusowych (DCT) do kompresji danych audio-wideo (JPEG, MP3, XviD itd.).